# Heinrich Gleißner
Heinrich Gleißner, né le 26 janvier 1893 à Linz et mort le 18 janvier 1984 à Linz, est un homme politique autrichien membre du Parti populaire autrichien (ÖVP).

## Biographie
Sous la Première République, il appartient au Parti chrétien-social (CS) puis au Front patriotique (VF). Le 1er mars 1934, il devient à 39 ans Landeshauptmann de Haute-Autriche et conserve cette responsabilité jusqu'à l’Anschluss quatre ans plus tard.
Le 26 octobre 1945, Heinrich Gleißner retrouve à 52 ans ses fonctions de Landeshauptmann de Haute-Autriche. Il conduit le nouveau Parti populaire autrichien (ÖVP) à une large victoire aux élections régionales du 25 novembre 1945 : avec 59 % des suffrages exprimés, il remporte 30 députés sur 48 au Landtag.
L'ÖVP en fait son candidat à l'élection présidentielle des 6 et 27 mai 1951. Avec 40,1 % des voix, il se place en tête du premier tour devant le bourgmestre de Vienne Theodor Körner, candidat du Parti socialiste d'Autriche (SPÖ). Au second tour, Körner l'emporte avec 52,1 % des suffrages exprimés.
Lors des élections régionales du 22 octobre 1967, l'ÖVP est devancé pour la première (et unique fois) de l'histoire régionale. En l'espèce, le SPÖ totalise 5 000 voix d'avance, mais Gleißner se maintient tout de même au pouvoir.
Il finit par démissionner le 3 mai 1971, au profit d'Erwin Wenzl. Ayant dirigé le gouvernement de la Haute-Autriche pendant 25 ans et six mois, il établit le record de longévité dans le Land et toute l'Autriche.